# Landwirtschaftskammer Weser-Ems

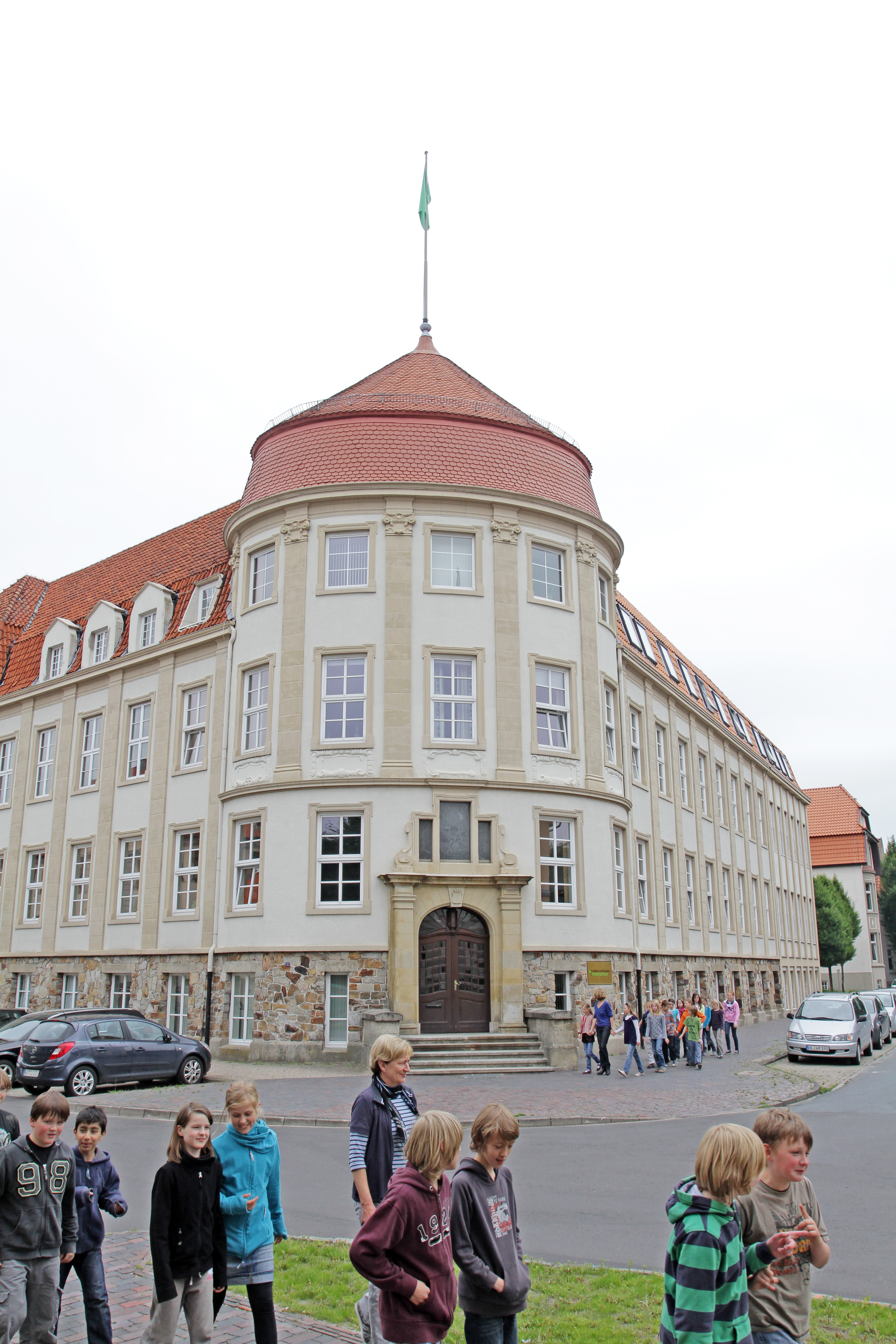
Hauptsitz der Landwirtschaftskammer Weser-Ems in Oldenburg seit 1911

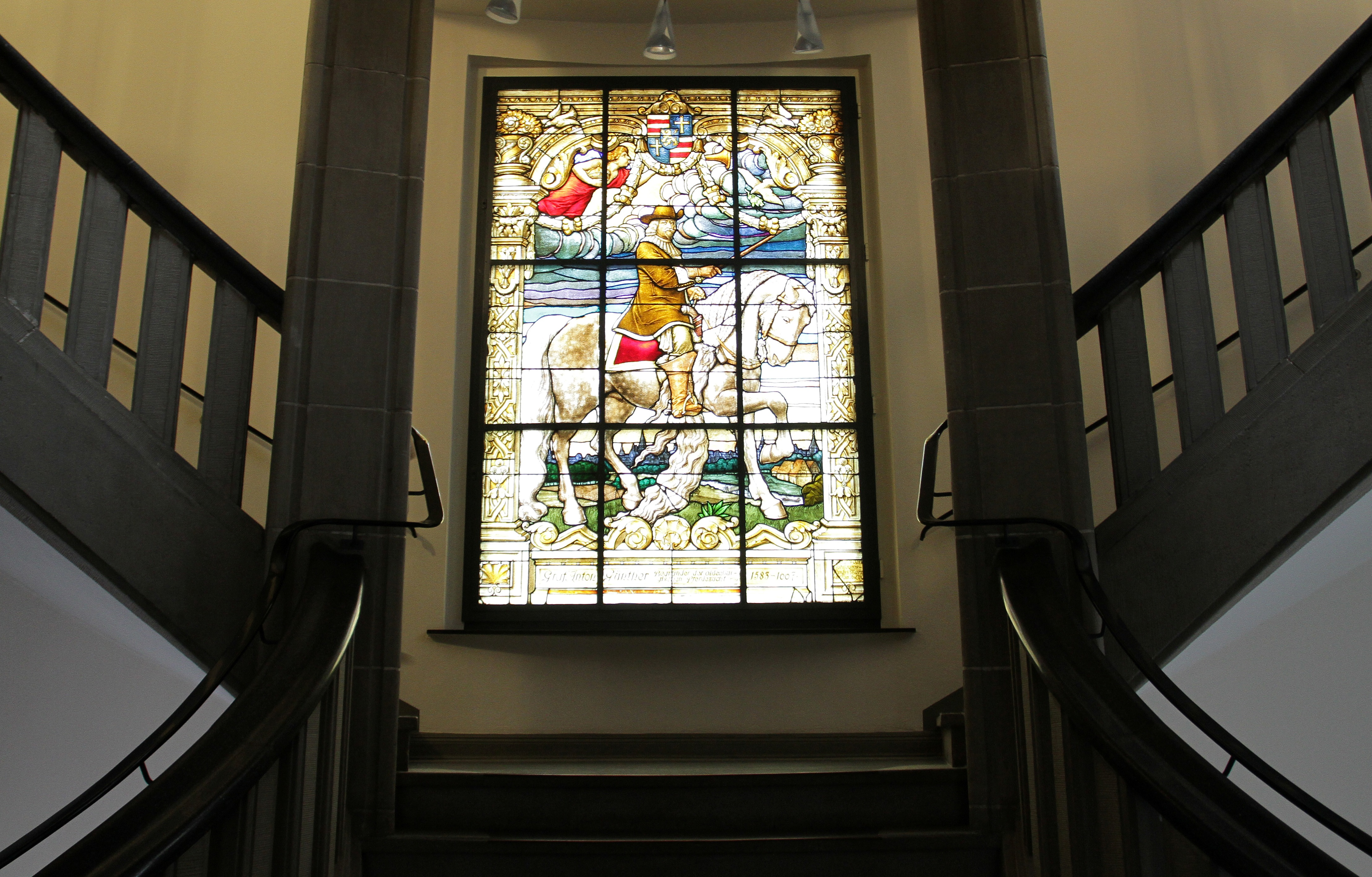
Das Fensterbild im Hauptgebäude der Landwirtschaftskammer Weser-Ems in Oldenburg zeigt den Begründer der Oldenburger Pferdezucht, Graf Anton Günther (1583–1667)

Die Landwirtschaftskammer Weser-Ems war zwischen 1954 und 2005 die Selbstverwaltungsorganisation der Landwirtschaft in Teilen des heutigen Bundeslandes Niedersachsen. Sie ging aus der Landwirtschaftskammer Oldenburg hervor, welche mit Unterbrechung von 1900 bis 1954 als landwirtschaftliche Interessenvertretung fungierte. Am 1. Januar 2006 fusionierte sie mit der Landwirtschaftskammer Hannover zur Landwirtschaftskammer Niedersachsen.

## Vorläufer der Landwirtschaftskammer Weser-Ems
Vorläufer der Landwirtschaftskammer Weser-Ems waren Vereine mit entsprechender Interessenvertretung. Die Bildung der Landwirtschaftskammer war somit das Ergebnis eines längeren Entwicklungsprozesses, der den größten Teil des 19. Jahrhunderts umfasste. Ein wichtiger geschichtlicher Eckpunkt im Vorfeld war die Gründung der Oldenburgischen Landwirtschaftsgesellschaft am 1. Mai 1818. Diese erfolgte unmittelbar nach den Befreiungskriegen und dem Wiener Kongress als Initiative von Landwirten, Geistlichen, Ärzten und Verwaltungsbeamten. Erster Vorstand wurde der Deichgraf Christoph Anton Burmester. Die Oldenburgische Landwirtschaftsgesellschaft umfasste zum damaligen Zeitpunkt nur die rein oldenburgischen Kerngebiete. Ostfriesland, das Emsland und die Osnabrücker Region gehörten damals noch zur Provinz Hannover und damit zur dortigen Kammer.
Hauptzielsetzung der Landwirtschaftsgesellschaft war die Förderung der Landwirtschaft und der mit ihr verbundenen Gewerbe sowie die Koordinierung entsprechender Regionalvereine. Außerdem nahm im Jahr 1876 die spätere Landwirtschaftliche Untersuchungs- und Forschungsanstalt (LUFA) ihre Tätigkeit auf.

## Gründung der Landwirtschaftskammer Oldenburg
Die erste Landwirtschaftskammer in einem deutschen Staat entstand 1849 in Bremen. Das nächste Landwirtschaftskammergesetz wurde erst 45 Jahre später, am 30. Juni 1894, in Preußen verabschiedet. Daraus erfolgte 1896 die Gründung der Landwirtschaftskammern für die Provinz Sachsen, die Provinz Brandenburg und für Berlin in Berlin. Aufgrund desselben preußischen Gesetzes, das auch Vorbildcharakter für Oldenburg bekam, wurde 1899 die Landwirtschaftskammer für die Provinz Hannover gegründet.
Das Landwirtschaftskammergesetz Weser-Ems wurde am 25. Januar 1900 erlassen. Im Artikel 1 hieß es: „Zur Förderung der Land- und Forstwirtschaft auf technischem und wirtschaftlichem Gebiet wird für das Herzogtum Oldenburg als Zentral-Organ des landwirtschaftlichen Vereinswesens und als Beirat des Staatsministeriums in den Angelegenheiten der landwirtschaftlichen Gesetzgebung und Verwaltung eine Landwirtschaftskammer gebildet.“ Die erste konstituierende Sitzung fand am 20. November 1900 statt.

## Die Landwirtschaftskammer Oldenburg im Kaiserreich und der Weimarer Republik
1903, bereits drei Jahre nach ihrer Gründung, umfasste die Landwirtschaftskammer für das Herzogtum Oldenburg 67 landwirtschaftliche Vereine mit 6344 Mitgliedern und 16 angeschlossenen zweckverwandten Vereinen.
Die Gründungsphase geht mit einem starken ökonomischen Aufschwung der Landwirtschaft einher. Dies ist vor allem auf die unter Reichskanzler Bernhard von Bülow erhöhten Zollsätze für Agrarprodukte im Jahr 1902 zurückzuführen. Dahinter steckte nicht nur das Bestreben, den Bauernstand wirtschaftlich gesund zu halten, sondern auch die Zielsetzung, die Landwirtschaft zu befähigen, den Bedarf der einheimischen Bevölkerung an landwirtschaftlichen Produkten möglichst vollständig zu erzeugen. Mehr und mehr rückte vor dem Hintergrund zunehmender politischer Spannungen (Marokkokrise) die Frage der ernährungswirtschaftlichen Autarkie in den Vordergrund. Mit dem Bülowschen Zolltarif wurde zudem der Getreidepreis stabil gehalten und damit die Landwirtschaft auf ein gesichertes Fundament gestellt.
Nachdem am 11. November 1918 der letzte Großherzog von Oldenburg, Friedrich August, abgedankt hatte, nutzte der neu entstandene Freistaat Oldenburg diese Situation zu einer Novellierung des Landwirtschaftskammergesetzes, die am 22. Juni 1922 in Kraft trat. Betont wurde, dass die Landwirtschaftskammer „die gesamten Angelegenheiten der Landwirtschaft und die Interessen des landwirtschaftlichen Berufsstandes ... in wirtschaftlicher und sachlicher Beziehung zu vertreten und zu fördern habe"“. Die entscheidende Neuerung bestand aber darin, dass jetzt nicht mehr alleine landwirtschaftliche Betriebsinhaber in der Kammerversammlung vertreten waren, sondern ein Viertel der Sitze von landwirtschaftlichen Arbeitnehmern besetzt wurde. Gewählt wurde nach Gruppen: drei Gruppen für Betriebsinhaber je nach Hofgröße, die vierte Gruppe für landwirtschaftliche Arbeitnehmer.

## Eingliederung in den Reichsnährstand
Bereits bei der Landwirtschaftskammerwahl 1931 gelang es den Nationalsozialisten, die Mehrheit der Kammerversammlung zu erringen. Aufgrund der Zusammenarbeit von NSDAP und dem Landbund Oldenburg-Bremen konnten von 24 Vertretern aus dem Nordteil des Lands 23 als Mitglieder der NSDAP durchgesetzt werden. Gegenüber den 12 Vertretern des Südteils, die politisch dem zentrumsnahen Bauernverband angehörten, verfügten die Mitglieder der NSDAP somit fast über eine 2/3-Mehrheit. Gemäß dem Reichsnährstandsgesetz erfolgte die Auflösung der Landwirtschaftskammer und deren Überführung in die Landesbauernschaft Oldenburg mit der letzten Vorstandssitzung am 31. Januar 1934. 1937 erfolgte die Umbenennung in Landesbauernschaft Weser-Ems. Die Beseitigung der selbständigen Landwirtschaftskammern war das vorläufige Ende der bäuerlichen Selbstverwaltung und bedeutete die zentralistische Gleichschaltung aller mit Ernährung und Landwirtschaft verbundenen Bereiche.

## Nachkriegszeit bis 1954
Um die Ernährung der Bevölkerung sicherzustellen, beschränkten sich die Maßnahmen der Alliierten zunächst auf die Auflösung der Zentrale des Reichsnährstandes in Berlin, während die Landes- und Ortsbauernschaften weiterhin bestehen blieben. Obwohl die Bauernführer der verschiedenen Ebenen fast vollständig ausgetauscht wurden, verlief die Entnazifizierung der landwirtschaftlichen Verwaltungsorgane schleppend. Am 3. August 1945 sah sich der Oldenburgische Ministerpräsident Theodor Tantzen genötigt, den neuen Präsidenten der Landesbauernschaft Diedrich Boedecker schriftlich auf dieses Problem hinzuweisen: „... Daher ist es ganz unmöglich, daß in der Landesbauernschaft nicht endlich aufgeräumt wird.“
Ziel der britischen Besatzungsmacht bei der Demokratisierung von Staat und Gesellschaft war es, die nationalsozialistischen Wirtschaftsorganisationen wie die Gauwirtschaftskammern und die Landesbauernschaften völlig umzugestalten. Als am 9. Juni Günther Gereke niedersächsischer Landwirtschaftsminister wurde, verfolgte er die Einrichtung von Landwirtschaftskammern so nachhaltig, dass er bereits im August die Zustimmung der Militärregierung erhielt, auf dem Verordnungsweg Landwirtschaftskammern als eingetragene Vereine zu gründen.

## Das niedersächsische Landwirtschaftskammergesetz
Mit der Verabschiedung des niedersächsischen Landwirtschaftskammergesetzes vom 5. Juli 1954 wurden die Landwirtschaftskammer Oldenburg auf Basis der räumlichen Neueinteilung der Landesbauernschaft Weser-Ems von 1937 als Landwirtschaftskammer Weser-Ems wieder zu Selbstverwaltungskörperschaften des öffentlichen Rechts. Vornehmliche Aufgabe der neuen Kammern war es seitdem, „... im Einklang mit den Interessen der Allgemeinheit die Landwirtschaft und die Gesamtheit der in der Landwirtschaft tätigen Personen in fachlicher Hinsicht zu fördern und ihre fachlichen Belange wahrzunehmen.“

## Historie der Präsidenten, Generalsekretäre und Direktoren
Die Präsidenten der Landwirtschaftskammer Weser-Ems:
| 1900 – 1915              | Johann Funch-Loy       |
| 1915 – 1918              | Heinrich Wittjen       |
| 1918 – 1929              | Johann Alerich Feldhus |
| 1929 – 1931              | Garlich Harbers        |
| 1931 – 1934              | Karl Hohenböken        |
| 1945 – 1949              | Diedrich Boedecker     |
| 1949 – 1953              | Gustav Meyer zu Belm   |
| 1953 – 1955, 1955 – 1961 | Friedrich Kempe        |
| 1961 – 1981              | Johannes Marahrens     |
| 1981 – 1997              | Hans Behrens           |
| 1997 – 2006              | Friedrich Scholten     |

Die Generalsekretäre der Landwirtschaftskammer Weser-Ems:
| 1900 – 1905 | Friedrich Oetken       |
| 1905 – 1911 | August Geerken         |
| 1911 – 1920 | Hermann von Wenckstern |
| 1920 – 1932 | Albrecht Khuen         |

Die Direktoren der Landwirtschaftskammer Weser-Ems:
| 1932–1933 | Hermann Werner         |
| 1949–1955 | Robert Dannemann       |
| 1955–1962 | Hermann Schulte-Wülwer |
| 1962–1973 | Hanswolf von Herder    |
| 1973–1988 | Klaus Brümann          |
| 1989–2005 | Jürgen Otzen           |